# Departamento Madriz
Madriz ist ein Departamento in Nicaragua an der Grenze zu Honduras.
Die Hauptstadt von Madriz ist Somoto. Das Departamento hat eine Fläche von 1.602 km² und eine Bevölkerungszahl von rund 136.000 Einwohnern (Berechnung 2006), was einer Bevölkerungsdichte von etwa 85 Einwohnern/km² entspricht.
Das Departamento wurde nach dem ehemaligen Präsidenten José Madriz (1867–1911) benannt.

## Wirtschaft
Wirtschaftlich ist Madriz von Kaffee- und Getreideanbau geprägt.
2003 waren in Madriz 74,6 % der Bevölkerung arm und 37,1 % extrem arm.
75 % der Bevölkerung lebten auf dem Land, das von Trockenheit und Entwaldung betroffen ist, was zu einer
Erschöpfung des Grundwassers führte; in den Becken der Flüsse nahm Erosion die landwirtschaftlichen Produktionsmöglichkeiten. Es gibt Erwerbslosigkeit, ungesunde Lebensumstände und Fehlernährung.

## Verwaltungsgliederung
Das Departamento Madriz ist in neun Municipios unterteilt:
1. Las Sabanas
2. Palacagüina
3. San José de Cusmapa
4. San Juan del Río Coco
5. San Lucas
6. Somoto
7. Telpaneca
8. Totogalpa
9. Yalagüina